# Уловка Литвинова
«Уловка Литвинова» (англ. «The Litvinov Ruse») — девятый эпизод пятого сезона американского драматического телесериала «Родина», и 57-й во всём сериале. Премьера состоялась на канале Showtime 29 ноября 2015 года.

## Сюжет
Кэрри Мэтисон (Клэр Дэйнс) объясняет Солу (Мэнди Патинкин) связь, которую она нашла между Эллисон Карр (Миранда Отто) и Ахмедом Назари. Нуждаясь в веских доказательствах её измены, они изготавливают план с намерением заставить Эллисон вывести их к её куратору, в сотрудничестве с БНД. Сначала, Сол ночью навещает Эллисон, заявляя, что он пришёл попрощаться, так как ему было предоставлено убежище в Израиле. Сол проводит с Эллисон ночь, и пока она спит, он устанавливает жучок в её сотовом телефоне и помещает микрофон с GPS-трекером в её сумочку.
На следующий день, сотрудники БНД Астрид (Нина Хосс) и Адлер (Мартин Вуттке) встречаются с Даром Адалом (Ф. Мюррей Абрахам) и Эллисон, сообщая, что высокопоставленный начальник СВР дезертировал, и что у него есть документы о том, как станция ЦРУ в Берлине была подорвана. После встречи, Эллисон использует свой телефон, чтобы послать зашифрованное предупреждение и бронирует поездку в Копенгаген. Когда Кэрри, Сол и персонал БНД следят за Эллисон через дрон и GPS, они видят, что она не следует за своей запланированной поездкой, а вместо этого едет в убежище. Когда Астрид опознаёт Ивана Крупина (Марк Иванир) в человеке, приветствующего там Эллисон, Сол приказывает немедленно арестовать их. Крупин приходит в ярость, когда он понимает, что её обхитрили, но Эллисон успокаивает его и говорит, что у неё есть план. Они мирно сдаются. В комнате для допросов с Даром Адалом, Эллисон демонстративно утверждает, что Крупин был её агентом, а не наоборот.
Доктор Азиз (Рашид Сабитри) говорит Казиму (Алиреза Байрам), что он построил герметичную камеру, в которой они могут проверить эффективность своей смеси из газа зарина, и что Куинн будет подопытным. Он также показывает Казиму противоядие от зарина, которое они могут использовать, чтобы ограничить его действие, если произойдёт утечка из камеры. Когда Казим приносит еду Куинну (Руперт Френд), Куинн описывает ужасные последствия от зарина и пытается убедить Казима предотвратить нападение на невинных людей в Берлине. Когда Куинна отводят в камеру, Казим даёт сигнал бежать. Когда он сбегает, Казим схватывает его и тайно вкалывает ему противоядие. Куинна затем закрывают в камере и запускают газ. У Куинна начинает течь пена изо рта и у него появляются судороги, когда эпизод заканчивается.

## Производство
Такер Гейтс стал режиссёром эпизода. Сюжет эпизода придумали исполнительные продюсеры Говард Гордон и Патрик Харбинсон, а телесценарий по нему написал шоураннер Алекс Ганса.

## Реакция

### Рецензии
Эпизод получил рейтинг 100%, со средним рейтингом 7.7 из 10, на сайте Rotten Tomatoes, чей консенсус гласит: «"Уловка Литвинова" является классикой „Родины“ с плотным шпионским заговором и первоклассной игрой в его ядре.»
Джошуа Олстон из «The A.V. Club» дал эпизоду оценку "A-" и написал о последнем гамбите Эллисон: «Это потрясающий поворот, который возводит персонажа и делает меня возбуждённым к последним трём эпизодам.» Синтия Литтлтон из «Variety» похвалила выступление Мэнди Патинкина, а также внедрение Солом жучка в сумочку Эллисон как выдающуюся сцену, отдавая должное к структуре кадров и звуковому монтажу, которые способствуют «безумной напряжённости».

### Рейтинги
Во время оригинального показа, эпизод посмотрели 1.42 миллионов зрителей, снизившись по сравнению с аудиторией прошлой недели, которая составила 1.47 миллионов зрителей.